# Campaña de Mina
La campaña de Francisco Xavier Mina fue desarrollado por dicho guerrillero español entre abril y noviembre de 1817. Mina era un antiabsolutista que peleó en la Guerra de Independencia de España contra las tropas de Napoleón, pero al ser restaurado Fernando VII Mina no estaba de acuerdo con sus ideas y se levantó en armas, fue hecho prisionero y se exilió en Inglaterra, donde Fray Servando Teresa de Mier lo convenció de pelear por la independencia de México. Salió de Londres y viajó en la fragata Caledonia para arribar a Baltimore en julio de 1816. Organizó su expedición militar en los Estados Unidos de América, salió de Nueva Orleans rumbo Haití, se instaló en la costa de Texas, y arribó a Soto la Marina, en Tamaulipas, el 12 de abril de 1817.

## Antecedentes
Después de la derrota insurgente de 1813 en Texas contra el general español Arredondo en la Batalla de Medina, el caudillo insurgente Bernardo Gutiérrez de Lara escapó a Nueva Orleáns donde, en compañía del general francés napoleónico Humbert, y allí organizó una nueva expedición con el objeto de invadir Texas y el resto de las Provincias Internas de Oriente de la Nueva España. Gutiérrez de Lara tuvo en todo momento la colaboración de la administración estadounidense. Las repetidas denuncias de Luis de Onís, diplomático español en Estados Unidos, se encontraron con el vacío. De hecho, los insurgentes consiguieron, en 1814, volver a organizar una expedición en Nueva Orleáns (Luisiana) que tenía el propósito de apoderarse de Tampico, con la ayuda de los corsarios de Barataria (islas en la boca de Nueva Orleans). Sin embargo, agentes realistas en Nueva Orleáns desbarataron la expedición.
En julio de 1816 entraba en Baltimore el joven liberal navarro, Javier Mina, decidido a invadir la Nueva España con el apoyo tácito de Estados Unidos, que sin embargo daba largas nuevamente al cónsul español Luis de Onis.

## La plataforma estadounidense
Javier Mina en Londres dio inicio a su expedición cuyo fin último era desembarcar en México y ayudar a la insurgencia mexicana. Allí, había logrado fraguar un auténtico movimiento internacionalista liberal en favor de esa causa insurgente. Tras la restauración absolutista en España Mina es perseguido y pasa a Bayona y desde allí embarca hacia Londres, Inglaterra, donde conoce a fray Servando Teresa de Mier, sacerdote mexicano, quién escribía sobre la guerra de Independencia de México, y planea formar una expedición para ayudar a los insurgentes de la Nueva España, invitando a Mina y a otros a dirigirse con él a México. Algunos lores británicos liberales posibilitan la reunión de algo más de 20 oficiales españoles, italianos e ingleses, embarcándose el 15 de mayo de 1816 en Liverpool rumbo a los Estados Unidos.
Entre julio y septiembre de 1816 Mina estuvo en el litoral noreste de los Estados Unidos, particularmente en Baltimore, reuniendo todas las ayudas económicas, materiales y humanas que pudo para hacer posible su expedición contra la Nueva España. El mes de mayo de 1816 Mina parte hacia los Estados Unidos, entrando en julio aquel sobrino del general Espoz y Mina, en el puerto de Baltimore, a bordo de la fragata mercante inglesa Caledonia procedente de Liverpool, con varios oficiales españoles liberales, refugiados en Inglaterra. En Baltimore se contactó con el general estadounidense Winfield Scott, amigo personal de James Monroe. El mismo ambiente favorable a la insurgencia mexicana, establecido en las costas y fronteras estadounidenses, denunciado insistentemente por las autoridades españolas, se usó como la plataforma para la materialización de la expedición de Javier Mina.

## Orden de Batalla
| Ejército Auxiliar de la República Mexicana Comandante en Jefe - General Francisco Xavier Mina Oficiales - General Henry Perry Infantería - Guardia de Honor de Infantería, Coronel Young - Regimiento de la Unión, Mayor Stirling - Regimiento Primero de Línea, Capitán José Treviño Caballería, Mayor Maylefer - Húsares - Dragones Artillería, Coronel Myers - 2 cañones de campaña |

## Reembarque de la expedición en Galveston
El 30 de junio llegan a Norfolk, Virginia, donde tuvo enormes dificultades para sacar adelante su empresa. Finalmente pudo armar dos embarcaciones, dirigidas por norteamericanos, que mandó adelante, y zarpó el 27 de septiembre de Baltimore hacia Puerto Príncipe. De ahí partió con su escuadrilla el 23 de octubre, rumbo a la isla de Galveston, a donde arribó el 24 de noviembre de 1816.
Otra vez en Nueva Orleáns embarcó de nuevo en Galveston, el 16 de marzo de 1817. En la desembocadura del río Bravo del Norte, en donde se detuvo para aprovisionarse de agua, dirigió el 12 de abril una proclama a sus soldados en la que pidió disciplina y respeto a la religión, a las personas y a las propiedades.
Mina se estableció en Galveston, en el litoral tejano, desde finales de noviembre, y sacando partido al máximo de sus estrategias y tácticas de antiguo guerrillero, confundiendo y desorientando a los realistas en todo aquello que se relacionara con sus intenciones, movimientos y destino. Los realistas, prepararon planes por mar y por tierra para destruir a Mina Galveston, pero se dieron cuenta sorpresivamente de que Mina ya había abandonado dicho enclave el 5 de abril de 1817 con paradero desconocido. Y el día 22 de este mes Mina desembarcaba en el puerto de Soto la Marina, en el Nuevo Santander, una de las regiones costeras de las Provincias Internas de Oriente, en el litoral de la Nueva España.

## Desembarco en México
Desde la muerte de Morelos en 1815, la campaña insurgente estaba casi muerta. Mina logró juntar un ejército y avanzar desde Soto la Marina hasta San Luis Potosí.
El 15 de abril desembarcó en Soto la Marina, Tamaulipas, en la desembocadura del río Santander, población que toma al estar abandonada. El 25 del mismo mes imprime otra proclama, en una imprenta que llevaba consigo, en la que hizo saber los motivos de su intervención en Nueva España.
Mina hizo público un manifiesto afirmando que no combatía la soberanía española en sus territorios de Ultramar, sino la tiranía del rey Fernando VII. No obstante, se nombró general de la "División Ausiliar de la República Mexicana", y el 24 de mayo empezó a avanzar hacia el interior del país para unirse a los insurgentes de Pedro Moreno en el Fuerte del Sombrero, al noreste de Guanajuato.

"(...)Mexicanos: permitidme participar de vuestras gloriosas tareas, aceptad los servicios que os ofrezco en favor de vuestra sublime empresa y contadme entre vuestros compatriotas. ¡Ojalá acierte yo a merecer este título, haciendo que vuestra libertad se enseñoree o sacrificándole mi propia existencia! Entonces, en recompensa, decid a vuestros hijos: "Esta tierra fue dos veces inundada en sangre por españoles serviles, vasallos abyectos de un rey; pero hubo también españoles liberales y patriotas que sacrificaron su reposo y su vida por nuestro bien."
Proclama de Francisco Xavier Mina al desembarcar en el Nuevo Santander.
Soto la Marina, 25 de abril de 1817.

Después, durante los meses de abril y mayo, se pudo observar como Mina desplegó toda la propaganda para ganarse a los pobladores del Nuevo Santander. Mina continuó con sus rápidos movimientos de guerrillero en esta zona para poder desorientar y fraccionar a los realistas. Pero el general Joaquín de Arredondo, comandante general de las Provincias Internas avanzaba cautelosamente hacia ellas porque temía ser flanqueado por Mina, camino hacia Monterrey. Pero Mina reunió escasos apoyos en Nuevo Santander, y el astuto general Arredondo ni fraccionaba sus fuerzas ni dejaba espacio libre para que pudieran colarse las partidas guerrilleras en el camino a Monterrey. Desde ese territorio norteño podría recibir allí refuerzos del caudillo insurgente tejano Bernardo Gutiérrez de Lara.
Finalmente, las tropas del coronel realista Benito Armiñán le daban alcance por el sur y el 17 de mayo se presenta en Soto la Marina la fragata de guerra española Sabina, hundiendo uno de los barcos de Mina. Otro barco pudo huir y el tercero quedó embarrancado. Por todo ello, Mina decidió internarse en el territorio de la Nueva España en la dirección de San Luis Potosí, con el fin contactar con partidas insurgentes mexicanas. Mina sale de su campamento el día 24 con 300 hombres, apoderándose de 700 caballos en la Hacienda del Cojo, y deja la plaza al mando del teniente coronel catalán José Sardá. Posteriormente se interna en la sierra de Tanchipa, pasando el día 5 por Horcasitas (Cd. González), El Abra, y Baltazar (hoy Antiguo Morelos), donde deciden descansar, para, posteriormente, internarse de inmediato en el estado de San Luis Potosí.
El 6 de junio toma Valle del Maíz; el 15, Peotillos; el 19, Real de Pinos ; el 22 se une a una partida insurgente y el 24 entra en el Fuerte del Sombrero, defendido por el insurgente Pedro Moreno. Mientras tanto, en Soto la Marina los soldados que dejó fueron derrotados, siendo aprehendido, entre otros, el cura Mier (Fray Servando).
El 1 de agosto se presentó frente al Fuerte del Sombrero el mariscal Pascual Liñán con un poderoso ejército, sitiándolo. Los defensores del fuerte trataron de salir de él varias veces en busca de víveres, pero no lo consiguieron. Después logró escapar del cerco y tomar San Luis de la Paz
Pedro Moreno se unió a Mina en el fuerte del Sombrero, luego de atravesar Zacatecas. En agosto de ese año los realistas comandados por Pascual Liñán sitian el fuerte del Sombrero y Mina debe salir en busca de víveres y marcha al Cerro de los Remedios, donde es atacado. Se une con Moreno en el Rancho del Venadito, pero las tropas del coronel Orrantia los alcanzan y matan a Moreno.
Luchó en diversas plazas hasta que, desalentado por la indisciplina de sus tropas, el 12 de octubre llega a Jaujilla, donde estaba la Junta de Gobierno. La Junta le encomienda atacar Guanajuato, pero sus tropas son dispersadas por el enemigo.
Se refugió con el coronel Pedro Moreno en el rancho de "El Venadito", donde fueron atacados el 27 de octubre de 1817, muriendo Moreno. Mina fue hecho prisionero y llevado ante el coronel absolutista Orrantia, que al día siguiente entra en Silao con Mina prisionero y la cabeza del coronel Moreno clavada en una lanza. El virrey Apodaca fue premiado con el título de conde de Venadito por esta acción.
Días después, Mina es llevado al destacamento de Pascual Liñán. El 11 de noviembre de 1817 fue conducido por un piquete a la cresta del Cerro del Bellaco o Cerro del Borrego, frente al fuerte de los Remedios, cerca de Pénjamo, donde fue fusilado por los soldados del Batallón de Zaragoza. Sus restos descansan en la Columna de la Independencia en la Ciudad de México.

## Consecuencias
La campaña de Mina fue una acción de guerra de suma importancia en el período de la Guerra de Independencia de México, conocido como "Etapa de Resistencia de la Independencia de México", periodo en que desde el gobierno español se tenía la falsa impresión de que las tropas insurgentes, derrotadas anteriormente, no intentarían otra nueva campaña.